# 핀 헤더

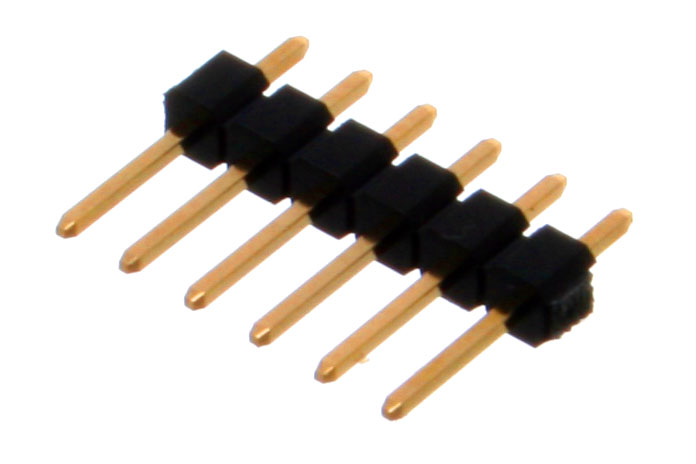
1×6 핀 헤더

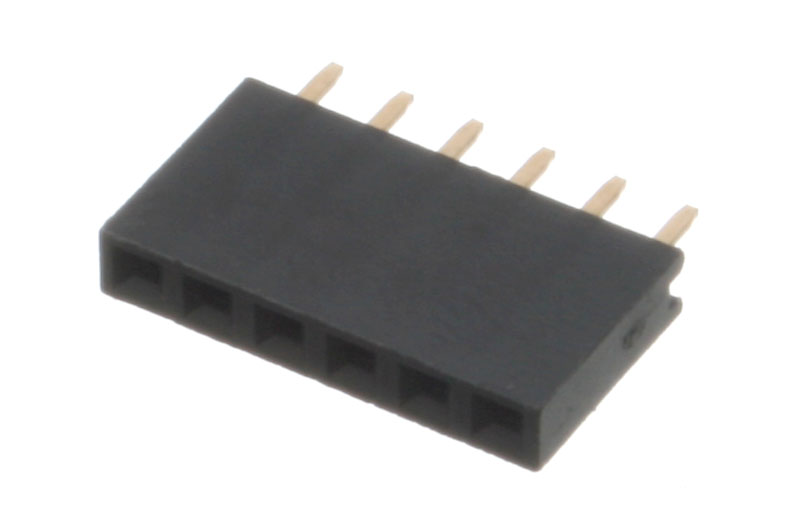
1×6 암 헤더

핀 헤더(pin header) 또는 간단히 헤더(header)는 전기 단자의 한 형태이다. 수형 핀 헤더는 플라스틱 베이스에 성형된 하나 이상의 금속 핀 행으로 구성되며, 간격은 다양하지만 종종 2.54mm(0.1인치) 간격으로 사용 가능하다. 수형 핀 헤더는 단순성으로 인해 비용 효율적이다. 암형 커넥터는 암형 헤더(핀 소켓)라고도 알려져 있지만 수형 커넥터와 암형 커넥터에는 다양한 이름이 존재한다.